# 沃肯
沃肯（德語：Volken）是瑞士联邦苏黎世州安德尔芬根区的市镇。该市镇面积为3.20平方千米，海拔高度406米，2018年12月31日人口数为362。

## 外部連結
- 沃肯官方网站 （页面存档备份，存于） （德文）